# Le Garrané
Le Garrané est une ancienne commune du Gers. En 1822, elle est rattachée à la commune de Artiguedieu.

## Géographie

### Localisation
Le Garrané se situe en Gascogne, en Astarac, dans le territoire de la commune de Seissan, au nord-ouest.

## Toponymie
La municipalité est aussi mentionnée sous les noms de Lougarané (1793) ou Lougerrané (1801).

## Histoire
La commune faisait partie du canton de Mirande. En 1822, Le Garrané est fusionnée au sein de la commune de Artiguedieu. En 1973, Artiguedieu devient une commune associée de Seissan. Elle est transférée au canton d'Auch-Sud-Est-Seissan. En 2014, cette dernière est transférée au canton d'Astarac-Gimone.

## Population et société

### Démographie
| 1793 | 1800 | 1806 | 1821 |
| ---- | ---- | ---- | ---- |
| 149  | 126  | 113  | 127  |

## Culture locale et patrimoine

### Lieux et monuments
- Église du Garrané
- Château du Garrané

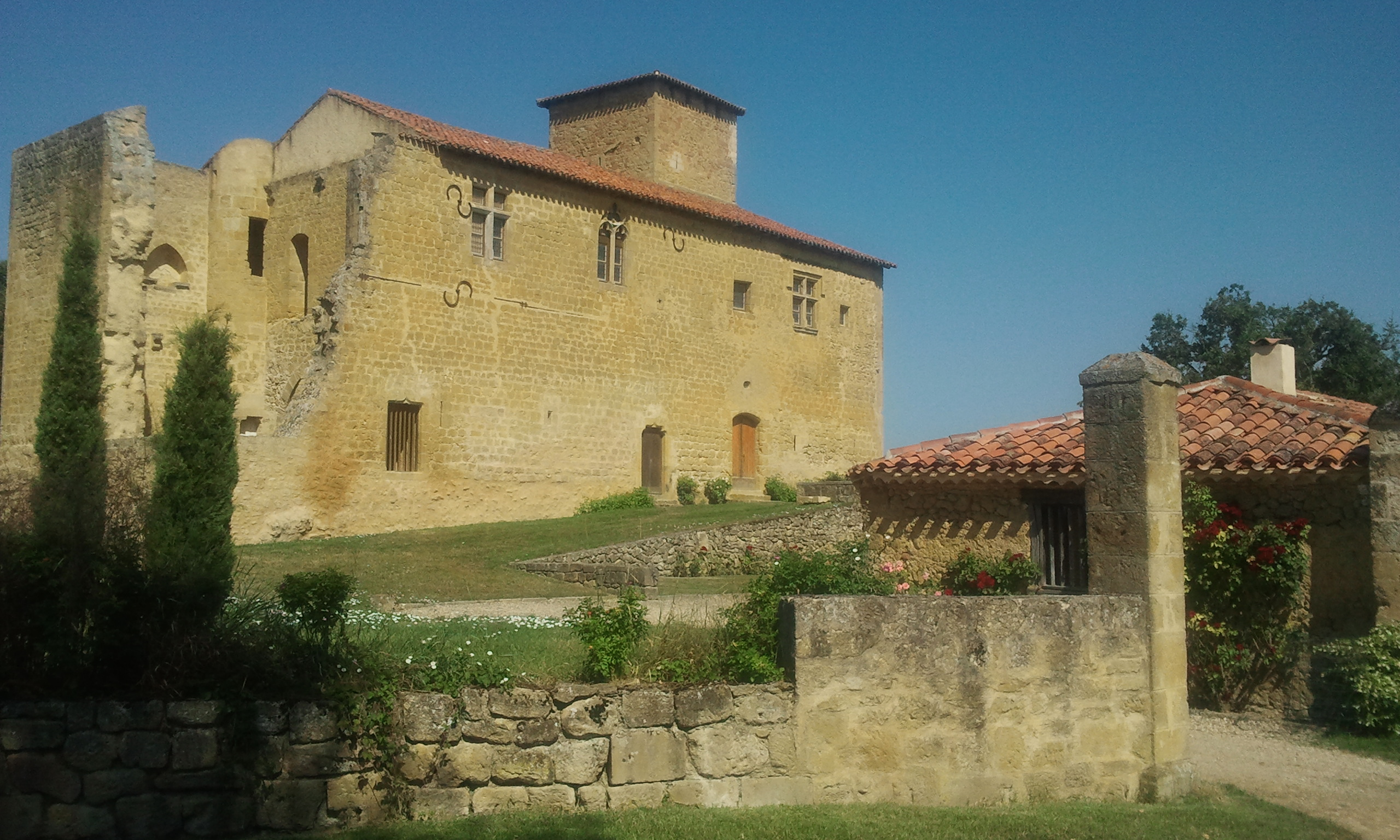
Le château du Garrané (vue d'ensemble).
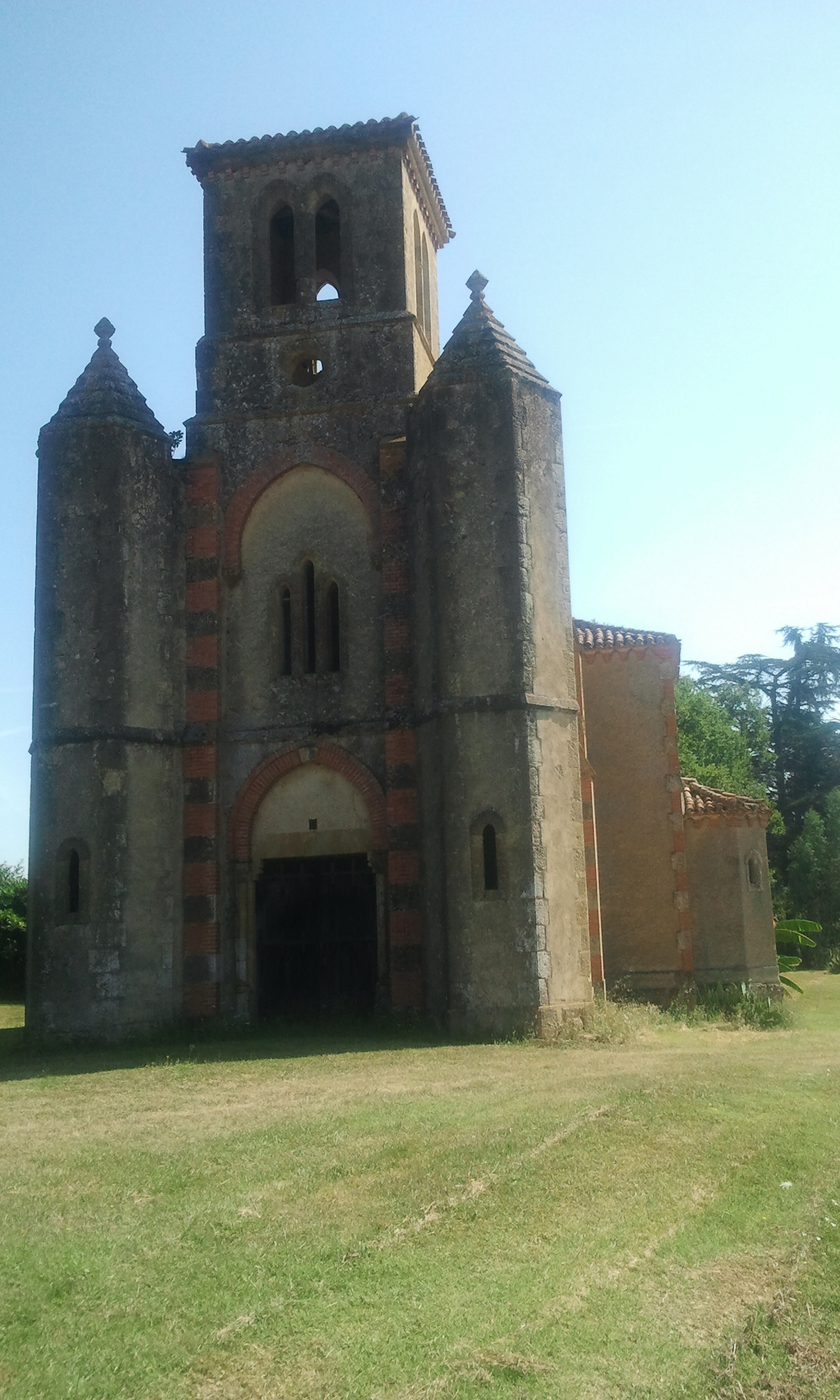
L'église du Garrané.